# سیارک ۴۵۵۸۰
سیارک ۴۵۵۸۰ (به انگلیسی: 45580 Reneracine، نامگذاری:2000CB81) چهل و پنج هزار و پانصد و هشتادمین سیارک کشف شده‌است که در ۱۰ فوریه ۲۰۰۰ کشف شد.